# Gid'on Sa'ar
Gid'on Sa'ar (hebrejsky גדעון סער‎, * 9. prosince 1966, Tel Aviv) je izraelský politik, poslanec Knesetu a předseda strany Nová naděje. Bývalý ministr za stranu Likud. Dne 5. listopadu 2024 ho Benjamin Netanjahu jmenoval ministrem zahraničních věcí.

## Biografie
Narodil se v Tel Avivu a po absolvování povinné vojenské služby v Izraelských obranných silách vystudoval politické vědy a práva na Telavivské univerzitě a v obou oborech získal titul bakalář. V letech 1995 až 1997 pracoval jako poradce nejvyššího státního zástupce a od roku 1997 do roku 1998 jako poradce státního zástupce.
V roce 1999 a v letech 2001 až 2002 působil jako tajemník vlády. Ve volbách do Knesetu v roce 2003 kandidoval za Likud v parlamentních volbách a po svém zvolení se stal předsedou poslaneckého klubu strany. Byl proti jednostrannému stažení z Pásma Gazy a pokusil se prosadit zákon, který by pro stažení požadoval souhlas v referendu.
Poté, co ve volbách do Knesetu v roce 2006 obhájil svůj poslanecký mandát, byl znovu jmenován předsedou poslaneckého klubu a stal se rovněž místopředsedou Knesetu.
V rámci své poslanecké iniciativy navrhl zákon, který by zakazoval propustit těhotnou ženu (je členem komise Knesetu pro status žen) a zákon zakazující testování kosmetiky na zvířatech.
V prosinci 2008 vyhrál v primárkách strany Likud pro parlamentní volby v roce 2009 a umístil se tak na druhém místě na kandidátní listině, hned za předsedou Benjaminem Netanjahuem. Ve volbách v roce 2009 byl zvolen členem Knesetu a v současné době je rovněž členem vyjednávacího týmu Likudu pro sestavení vlády.

V červenci 2009 vydal z funkce ministra školství pokyn, aby v učebnicích dějepisu pro arabské izraelské školy nebyl vznik Izraele označován jako katastrofa – nakba. V reakci na ostré námitky izraelských arabských poslanců prohlásil: 
| „              | Pro mě není přijatelné, aby Stát Izrael ve svých oficiálních osnovách učil, že vznik státu byl katastrofou. Mohu vám říci, že mnoho Arabů nepovažuje Izrael za katastrofu, a nemyslím, že je správné vštěpovat 8letým dětem tento názor – a určitě ne oficiální, státem hrazeným způsobem. Legitimizovalo by to delegimitizaci Izraele, vštěpovalo existující názor a tlačilo arabskou veřejnost do extremismu, což neslouží ani izraelským zájmům ani zájmům arabských obyvatel. | “ |
| — Gid'on Sa'ar | |   |

Svůj poslanecký mandát obhájil ve volbách v roce 2013, po nichž opustil rezort školství a stal se ministrem vnitra. V září 2014 oznámil, že rezignuje na svou ministerskou a poslaneckou funkci a 17. září 2014 opustil politiku. Ve funkci ministra vnitra jej nahradil Gilad Erdan, zatímco jeho poslanecký mandát získal Le'on Litinecki.
V průběhu mandátu šesté vlády Benjamina Netanjahua vypukla v říjnu 2023 válka Izraele s Hamásem a z toho důvodu byl vytvořen užší válečný kabinet, ve kterém zasedli vybraní politici Likudu a za opozici politici ze Státního tábora. V říjnu 2023 do vlády přibyli dva politici za stranu Nová naděje, Gid'on Sa'ar a Jif'at Šaša-Biton coby ministři bez portfeje. Gid'on Sa'ar v březnu 2024 pohrozil, že pokud nebude jmenován do válečného kabinetu, odejde z vlády. Jmenován nebyl a proto jeho strana odešla do opozice. V září 2024, několik měsíců od rozpadu válečného kabinetu, se Sa'ar se svou stranou do vlády vrátil. Poté, co Netanjahu v listopadu 2024 odvolal Jo'ava Galanta z místa ministra obrany byla tato funkce předána Jisra'elu Kacovi, který byl do té doby ministrem zahraničních věcí. A právě jeho místo Netanjahu dal následně Sa'arovi.
V březnu 2025 Sa'ar podepsal dohodu o splynutí své strany Nová naděje zpět do Likudu, s účinností při následujících volbách. V srpnu 2025 byl ústředním výborem Likudu schválen Sa'arův návrat do strany.